# Añas Colque
Añas Colque ― en quechua, Añas Qullqi― (Guaras, Hurin Huaylas, Imperio Inca, actual Huaraz, circa 1500), fue una curaca y ñusta de origen huaylas. Fue madre de Paullu Inca.

## Biografía
Añas Colque era hija del curaca Lliuya Tacaychin de Hurinhuaylas. Entre 1490 y 1500, tras una cruenta y larga campaña de resistencia contra el imperio incaico en expansión liderado por Huayna Cápac, el señorío de Huaylas, localizado en el actual departamento norteño de Áncash, confederado con los Conchucos, Piscopampas y Huaris, se rindió al embate inca con un alto costo. Debido a que rechazaron rendirse de manera pacífica, el templo más importante de los Huaylas, Pumacayán, fue destruido y en calidad de vasallaje, los curacas de las etnias mencionadas se vieron obligados a enviar a sus hijas al Cusco para que se unieran al Sapa Inca en calidad de esposas secundarias.

### Esposa de Huayna Cápac
Una probanza de nobleza de los años 1590 describe a detalle el matrimonio de Añas Colque con Huayna Cápac. Según se detalla, el Sapa Inca se dirigió desde su palacio real en Colcampata hacia la cancha Haukaypata, donde se armó una carpa para recibirlo. Lliuya Tacaychin entregó a su hija en este recinto. Luego de la ceremonia, se dirigieron al palacio de Oskollo ubicado en Colcampata.Al nacer su hijo, viajaron al Cuzco, donde, con los ritos cusqueños, el príncipe sería bautizado como Paullu Inca. Tras la muerte de su padre, Añas Colque retornó a Waraq, donde sería designada como la curaca de Hurinhuaylas. Es posible que, tras la conquista del imperio incaico, Añas Colque fuera tomada como concubina de Francisco Pizarro.
Descendencia
Con Huayna Cápac tuvo 10 hijos, todos documentados en 1572 durante el gobierno del virrey Francisco de Toledo:
- 1: Paullu Inca & Catalina Tocto Ussica.
  - Carlos Tupac Inca
  - Felipe Inquill Tupac
- Paullu Inca & Magdalena Antay
  - Bartolomé Quispe Atauchi
    - Martin Tito Atauchi
      - Juan Ramos Tito Atauchi
        - Ascencio Ramos Tito Atauchi Inca
          - Descendencia confirmada hasta la familia Obando (Tito-Atauchi Obando) del Cusco.
- Paullu Inca & Ana Coca Quispe
  - Diego Cayo Tupac
  - Catalina Choque Coca
- Paullu Inca & Inés Payco
  - Cristóbal Tupac Yupanqui
  - Martin Maco Tupac
- Paullu Inca & Isabel Huayro
  - Luis Cusirimachi
- Paullu Inca & Juana Choque
  - Pedro Huaritito
- Paullu Inca & Juana Sulca Ticlla
  - Cristóbal Quispe Tupac
- Paullu Inca & SD
  - Francisco Huari Tupac
  - Angelina Pilco Sisa Ñusta
  - Alonso Tupac Atau
  - Hernando Pomacapi
  - Francisco Tupac Huallpa
  - Felipe Sairi Tupac Inca
  - Beatriz Cusirimay Coya

- 2: Beatriz Huaylas Capac Colla & Pedro de Bazán y Bustinza
  - Mariana de Bazan Bustinza y Capac
  - Pedro de Bazan Bustinza y Capac

- 3: Inca Manco Capac Collque
- 4: Leonor Coya
- 5: Barbara Coya
- 6: Auquititu
- 7: Paulo Inkill Topac Inca
- 8: Paskaq
- 9: Angelica Cuxirimay Ocllo
- 10: Catalina Ussica